# Acid trance
Pour les articles homonymes, voir Acid.
Genres dérivés
Trance psychédélique
L'acid trance est un genre de musique électronique ayant émergé au tout début des années 1990.

## Histoire
L'acid trance est dérivée de l'acid house, new beat, trance Goa et de la techno. L'acid trance est historiquement l'un des premiers sous-genres de la trance, apparu au début des années 1990. 
Il se caractérise par le son acid typique du synthétiseur Roland TB-303, et présente les traits caractéristiques des débuts allemands de la trance : des thèmes répétitifs et planants, un rythme proche de celui de la techno, mais une mélodie plus présente, en vue de créer un effet hypnotique. Il a souvent été confondu à tort avec la trance Goa.
Des artistes notables du genre incluent notamment : Art of Trance, Hardfloor, Kai Tracid, et Roman Flügel. Quelques compilations utilisent le nom du genre acid trance comme Various - The Art of Acid Trance.